# Terricola savii
Microtus (Terricola) savii (норик Саві) — вид гризунів родини Хом'якові (Cricetidae).

## Поширення
Ендемік Європи, де зустрічається по всій північній Італії (за винятком крайнього північного сходу, але включаючи Сицилію). Незначно присутній на півдні Швейцарії. Висотний діапазон поширення: від рівня моря до 2000 метрів. 

## Середовище проживання та екологія
Проживає в більшості наземних типів середовищ існування, за винятком високих гір, густих лісів і деяких дуже піщаних, кам'янистих або вологих місць. Зустрічається в багатьох антропогенних середовищах проживання, включаючи пасовища, ріллі, сади, і міські райони.

## Загрози та охорона
Немає серйозних загроз для цього виду. Зустрічається в природоохоронних територіях.

## Ресурси Інтернету
- Amori, G. 2008. Microtus savii [Архівовано 6 жовтня 2014 у Wayback Machine.]

| Панда | Це незавершена стаття з теріології. Ви можете допомогти проєкту, виправивши або дописавши її. |